# 渡川浩美
渡川 浩美（わたりかわ ひろみ、1967年 -）は、日本の児童文学作家。『あたしの声がすき』でデビュー。

## 略歴
1967年、福岡県生まれ。聖徳学園短期大学（現在の聖徳大学短期大学部）、日本女子大学通信教育課程卒業。1995年に『とまと・ふぁーむ』で第44回毎日児童小説賞優秀賞、1997年に第8回児童文芸創作コンクール長編部門佳作入選。

## 作品
- 『あたしの声がすき』（1997年6月 教育画劇）ISBN 978-4876925971
- 『わたしのママは大学生』（2000年6月 小峰書店）ISBN 978-4338170024
- 『とまと・ふぁーむ』（2002年12月 小峰書店）ISBN 978-4338170147

### 共著
- 『福岡県の童話』（2000年7月 リブリオ出版）ISBN 978-4030506503
- 『名探偵ひみつ事件ノート ミステリーがいっぱい7』（2000年7月 偕成社）ISBN 978-4035384700
- 『ファンタジーの宝石箱 －Short fantasy stories- Vol.3』（2004年10月 全日出版）ISBN 978-4861360381
- 『家族っていいね 3・4年生』（2008年7月 PHP研究所）ISBN 978-4569687964
- 『死者はさまよう』（2008年11月 岩崎書店）ISBN 978-4265075522
- 『夢とあこがれがいっぱいの5つのお話』（2010年9月 文渓堂）ISBN 978-4894236905
- 『3日で咲く花』（2016年3月 偕成社）ISBN 978-4035395904